# Fokker D.XII

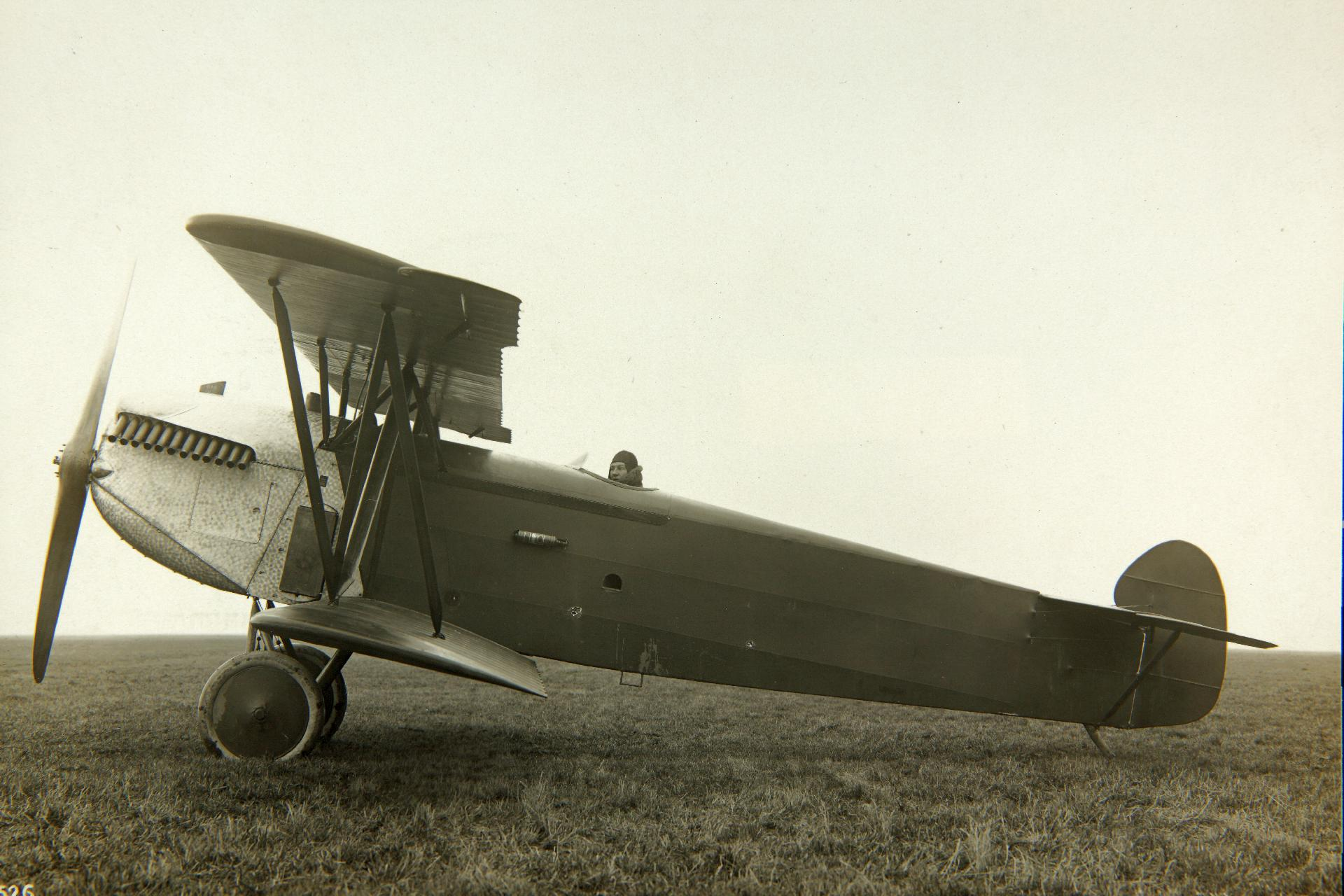
Fokker D.XII

De Fokker D-XII was een jachtvliegtuig dat door Fokker werd ontwikkeld en gebouwd.
De Fokker D-XII was een verdere ontwikkeling uit de Fokker D.IX en D.XI. Het toestel was uitgerust met een zeer dunne, rechte vleugel. Het prototype werd uitgerust met een Hispano Suiza motor van 300 pk.
Er werd in Amerika een jachtvliegtuigcompetitie uitgeschreven voor jachtvliegtuigen die waren uitgerust met een Curtiss D-12 motor. Deze zou worden aangeduid als P.W.7. Er werd een contract opgesteld met Fokker voor de levering van een aantal toestellen. In Nederland werd de Hispano Suiza motor vervangen door de Curtiss motor. Er werden twee D-XII op stapel gezet met N-stijlen i.p.v V-stijlen tussen de vleugels.
De D-XII met Curtiss motor voldeed niet aan de eisen van de Amerikanen en de drie toestellen werden niet aangekocht. Hiermee eindigde ook de loopbaan en de productie van de D-XII.

## Specificaties
- Type: Fokker D.XII
- Fabriek: Fokker
- Rol: Gevechtsvliegtuig
- Bemanning: 1
- Lengte: 6,74 m
- Spanwijdte: 11,00
- Hoogte: 2,77 m
- Leeggewicht: 998 kg
- Maximum gewicht: 1400 kg
- Motor: 1 × Curtiss D-12 watergekoelde V-12, 330 kW (440 pk)
- Propeller: tweeblads
- Eerste vlucht: 21 augustus 1924
- Aantal gebouwd: 3

Prestaties
- Maximumsnelheid: 250 km/u
- Kruissnelheid: 220 km/u
- Vliegbereik: 1100 km